# Sindaci di Reggio Calabria
Di seguito l'elenco cronologico dei sindaci di Reggio Calabria e delle altre figure apicali equivalenti che si sono succedute nel corso della storia.

## Regno di Napoli (1302-1816)
Fino al 1502 venivano eletti due cittadini, dall'anno seguente, per volere di Ferdinando II d'Aragona, i sindaci divennero tre. L'elezione aveva luogo presso la Chiesa di San Giorgio al Corso, con un rito solenne ai piedi dell'altare.
Sino al 1631 l'elezione dei Sindaci ebbe luogo il 25 agosto e gli eletti entravano in carica dal 1º settembre. Dal 1631 l'elezione venne anticipata al 23 aprile, con la conseguente entrata in carica degli eletti dal 1º maggio.

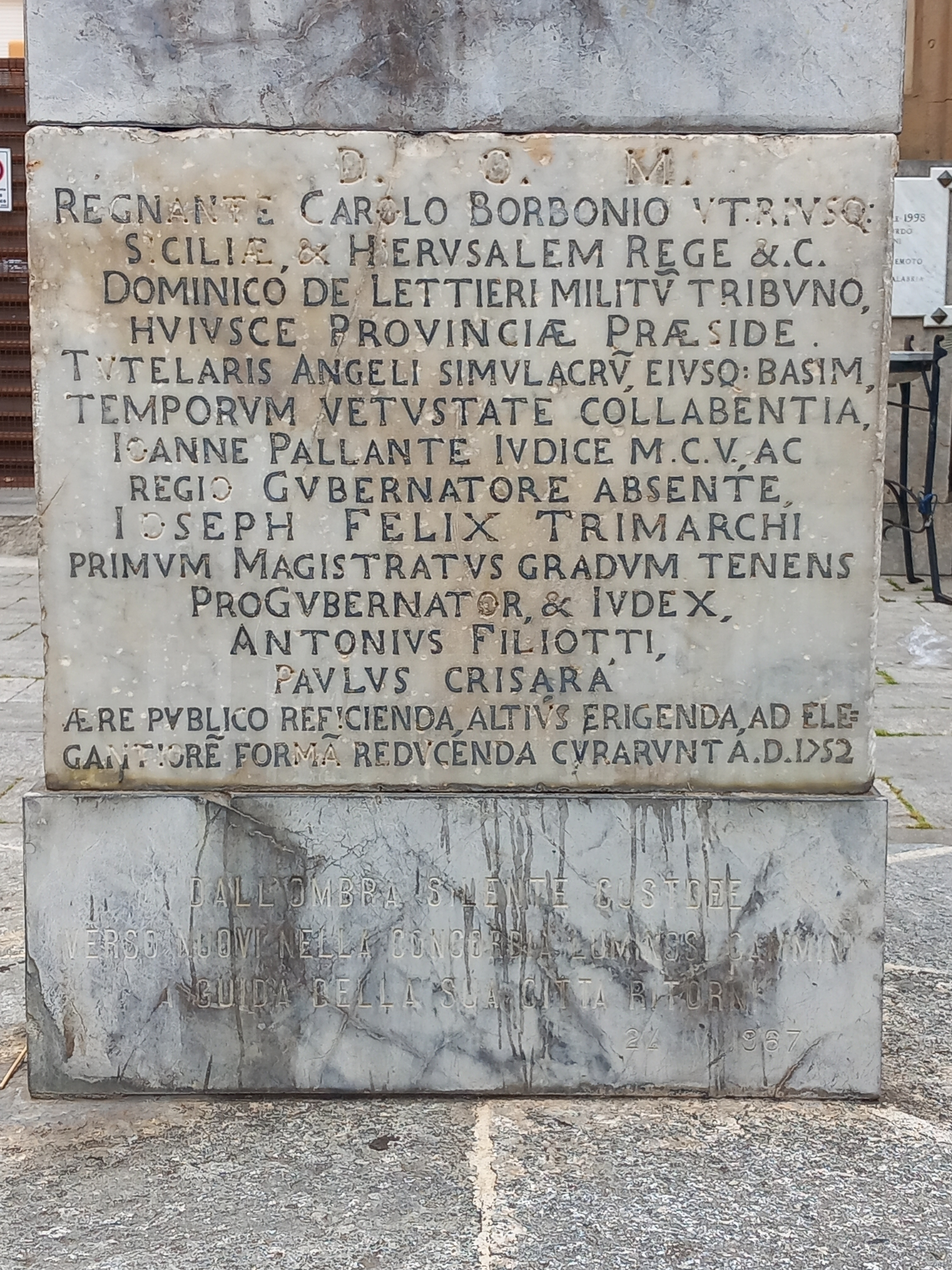
Lapide del 1752 menzionante Trimarchi, Filiotti e Crisarà

| Nominativo                                                                                              | Partito | Mandato | Mandato |
| Nominativo                                                                                              | Partito | Inizio  | Fine    |
| --- | ------- | ------- | ------- |
| Arrigo Alupo                                                                                            | –       | 1324    | 1324    |
| Giovanni Moleti                                                                                         | –       | 1327    | 1327    |
| Arrigo Alupo                                                                                            | –       | 1330    | 1330    |
| Nicola de Geria Guglielmo de Musolino                                                                   | –       | 1339    | 1339    |
| Arrigo Alupo Tommaso Capua                                                                              | –       | 1351    | 1351    |
| Andrea de Logoteta Andrea de Riso                                                                       | –       | 1352    | 1352    |
| Tommaso di Capua                                                                                        | –       | 1359    | 1359    |
| Andrea de Logoteta Nicola de Gisso                                                                      | –       | 1362    | 1362    |
| Bartolomeo Granorzi                                                                                     | –       | 1363    | 1363    |
| Andrea de Riso Andrea de Logoteta                                                                       | –       | 1366    | 1366    |
| Giovanni Milito Giovanni Blasco                                                                         | –       | 1372    | 1372    |
| Venuto Moleti Roberto Paparone                                                                          | –       | 1381    | 1381    |
| Antonio Musolino Orlando de Sinopolo                                                                    | –       | 1386    | 1386    |
| Venuto Moleti Giovanni Blasco Mario Suppa Domenico Ciriaco Giovanni Arrigo de Malgeris Antonio Musolino | –       | 1387    | 1387    |
| Giovanni Arrigo Malgeri Francesco Bozzetta                                                              | –       | 1405    | 1405    |
| Galgano Filocamo Ambrosio Gerìa                                                                         | –       | 1421    | 1422    |
| Marco de Salerno Antonio de Malgeriis                                                                   | –       | 1422    | 1422    |
| Mario Suppa Domenico Ciriaco                                                                            | –       | 1424    | 1424    |
| Marco de Salerno Galgano Filocamo                                                                       | –       | 1426    | 1427    |
| Giovanni Busurgi Paolo Ferrante                                                                         | –       | 1427    | 1428    |
| Alberico Illio                                                                                          | –       | 1428    | 1428    |
| Aloisio Sparella Nicola Mirabello                                                                       | –       | 1431    | 1432    |
| Roberto Munsolino Giovanni Domenico Burza                                                               | –       | 1433    | 1433    |
| Coletta Suppa Marco Barone                                                                              | –       | 1440    | 1440    |
| Giovanni Alfonso Spanò Marco de Mirabello                                                               | –       | 1441    | 1441    |
| Giovanni Fuffuda Lancilotto Mayrana                                                                     | –       | 1446    | 1446    |
| Nicolò Gerìa Giacomo Foti                                                                               | –       | 1462    | 1463    |
| Nicolò Gerìa                                                                                            | –       | 1465    | 1466    |
| Alessandro Gerìa Blasco Bernabè                                                                         | –       | 1469    | 1469    |
| Minico de Malgeriis Roberto Filocamo                                                                    | –       | 1471    | 1471    |
| Tuccio (o Tuzio) Plutino Tomasello di Capua                                                             | –       | 1473    | 1473    |
| Tuzio Malgeri Marco di Burza                                                                            | –       | 1474    | 1474    |
| Blasco Bernabè                                                                                          | –       | 1475    | 1475    |
| Coletta Suppa Giovannello Monsolino                                                                     | –       | 1478    | 1478    |
| Giovanni Paolo Majorana Domenico Potomìa                                                                | –       | 1479    | 1479    |
| Andrea Monsolino Antonio di Tarsia                                                                      | –       | 1480    | 1481    |
| Gregorio Mileto                                                                                         | –       | 1482    | 1482    |
| Coletta Malgeri Lanzio Majorana                                                                         | –       | 1483    | 1484    |
| Vito Gerìa                                                                                              | –       | 1486    | 1486    |
| Giorgio Leopardi Coletta Malgeri                                                                        | –       | 1492    | 1493    |
| Giovanni Battista Monsolino Andrea Monsolino                                                            | –       | 1495    | 1495    |
| Andrea Monsolino Pandolfo Stragoxerio                                                                   | –       | 1496    | 1496    |
| Antonio di Tarsia Coletta Malgeri                                                                       | –       | 1498    | 1498    |
| Coletta Malgeri Lanzio Majorana                                                                         | –       | 1502    | 1503    |
| Giovanni Arrigo Malgeri Bernardo Monsolino Francesco Veneziano                                          | –       | 1503    | 1504    |
| Bernardo Monsolino Camillo Diano                                                                        | –       | 1504    | 1505    |
| Anton Matteo del Pozzo Nicolantonio Malgeri                                                             | –       | 1505    | 1506    |
| Coletta Malgeri Jacobello Bozzetta Domenico Oliva                                                       | –       | 1508    | 1509    |
| Giannello Labozzetta Ferrante Diano Bastiano Griscio                                                    | –       | 1509    | 1510    |
| Mario Mileto                                                                                            | –       | 1513    | 1514    |
| Antonello Carbone Giannello Monsolino                                                                   | –       | 1515    | 1516    |
| Antonello Carbone Jacopo Filocamo                                                                       | –       | 1516    | 1517    |
| Giannello Carbone Minico Monsolino Giovanni Filippo Veneziano                                           | –       | 1517    | 1518    |
| Giovanni Francesco Labozzetta Carlo del Giudice Francesco Sinopoli                                      | –       | 1518    | 1519    |
| Annibale Logoteta Ferrante Diano Colacello Lodomino                                                     | –       | 1519    | 1520    |
| Giannotto Geria Antonello di Capua Francesco Sinopoli                                                   | –       | 1520    | 1521    |
| Mariano Suppa Mario Mileto Girolamo Zappico                                                             | –       | 1521    | 1522    |
| Colacello Mazza Giorgio Filocamo Francesco Mancuso                                                      | –       | 1522    | 1523    |
| Geronimo Carbone Pietro Zunica Graziano Riccobono                                                       | –       | 1523    | 1524    |
| Antonello di Capua Giovanni Filippo Malgeri Matteo Neri                                                 | –       | 1524    | 1525    |
| Matteo Gerìa Teofilo Bernabè Mariano Morisciano                                                         | –       | 1525    | 1526    |
| Bernardo Monsolino Alfonso Milito Geronimo Ginneri                                                      | –       | 1526    | 1527    |
| Geronimo Castelli Minico Mirulla Cesare Lucisano                                                        | –       | 1527    | 1528    |
| Ferrante Diano Giovanni Arrigo Malgeri Colacello Lodomino                                               | –       | 1528    | 1529    |
| Bernardino Melissari Giovanni Pietro Gerìa Matteo Gerìa                                                 | –       | 1529    | 1530    |
| Giovanni Filippo Malgeri Giovanni Bernardo Monsolino Francesco Perrone                                  | –       | 1530    | 1531    |
| Filippo Campulo Coletta di Lorenzo Leonardo Raneri                                                      | –       | 1531    | 1532    |
| Bastiano di Capua Marcantonio Gerìa Marco Sinopoli                                                      | –       | 1532    | 1533    |
| Pietro Zunica Colantonio Castelli Geronimo Ginneri                                                      | –       | 1533    | 1534    |
| Filippo Campulo Jacopello Marino Coletta Dattola                                                        | –       | 1534    | 1535    |
| Antonello Monsolino Ludovico Lodomino Giovanni Pietro Gazzanita                                         | –       | 1535    | 1536    |
| Giorgio Filocamo Jacopello Marino Cesare Lucisano                                                       | –       | 1536    | 1537    |
| Guglielmo Logoteta Teofilo Bernabè Giovanni Antonio di Jacopo                                           | –       | 1537    | 1538    |
| Mario Mileto Geronimo Filocamo Giovanni Giacomo Oliva                                                   | –       | 1538    | 1539    |
| Cola Giovanni Gerìa Filippo Campulo Giovanni Pietro Dattola                                             | –       | 1539    | 1540    |
| Filippo Campulo Giovanni Matteo Gerìa Marco Sinopoli                                                    | –       | 1540    | 1541    |
| Bernardo Monsolino Giovanni Arrigo Malgeri Giovanni Francesco Veneziano                                 | –       | 1541    | 1542    |
| Bernardo Monsolino Giovanni Arrigo Malgeri Giovanni Francesco Veneziano                                 | –       | 1542    | 1543    |
| Giovanni Bernardo Castelli Giovanni Luigi Monsolino Francesco Gazzanita                                 | –       | 1543    | 1544    |
| Ludovico Carerio Antonello Monsolino Giovanni Pietro Gazzanita                                          | –       | 1544    | 1545    |
| Lanzio Logoteta Ferrante Diano Jacopello Iduni                                                          | –       | 1545    | 1546    |
| Francesco Carbone Bastiano Francoperta Annibale Gazzanita                                               | –       | 1546    | 1547    |
| Antonello Castelli Giovanni Domenico Barone Bastiano Lamantìa                                           | –       | 1547    | 1548    |
| Camillo Diano Giovanni Battista Monsolino Geronimo Cafaro                                               | –       | 1548    | 1549    |
| Bernardo Monsolino Giuseppe Campolo Colacello Lodomino                                                  | –       | 1548    | 1549    |
| Camillo Diano Giovanni Battista Monsolino Geronimo Cafaro                                               | –       | 1549    | 1550    |
| Annibale Logoteta Giovanni Francesco del Pozzo Giovanni Francesco Veneziano                             | –       | 1550    | 1551    |
| Giovanni Matteo Gerìa Giovanni Luigi Monsolino Giovanni Battista Speranza                               | –       | 1551    | 1552    |
| Bernardo Monsolino Stefano Zangari Jacopello Campellone                                                 | –       | 1552    | 1553    |
| Geronimo Castelli Annibale Ricca Giovanni Leonardo Raineri                                              | –       | 1553    | 1554    |
| Camillo Diano Bernardo Monsolino Leonardo Raneri                                                        | –       | 1554    | 1555    |
| Giuseppe Pitali Antonello Monsolino Girolamo Gazzanita                                                  | –       | 1555    | 1556    |
| Alfonso Melissari Giuseppe Mazza Bastiano Lamantia                                                      | –       | 1556    | 1557    |
| Annibale Logoteta Jacopello Labozzetta Bernardino Lamantìa                                              | –       | 1557    | 1558    |
| Geronimo Carbone Minichello di Capua Ferrante Sartiano                                                  | –       | 1558    | 1559    |
| Giovanni Maria Monsolino Roberto Monsolino Andrea Romanò                                                | –       | 1559    | 1560    |
| Agamennone Spanò Stefano Zangari Colajacopo Oliva                                                       | –       | 1560    | 1561    |
| Giammatteo del Giudice Minichello di Capua Francesco Romanò                                             | –       | 1561    | 1562    |
| Giovanni Filippo Veneziano Cola Maria Logoteta Bernardino Felice                                        | –       | 1562    | 1563    |
| Francesco Labozzetta Silvio Barone Giovanni Leonardo Raneri                                             | –       | 1563    | 1564    |
| Cola del Giudice Stefano Zangari Santo Perrone                                                          | –       | 1564    | 1565    |
| Pietro Maria Baldacchini Mario Alagona Nino Morixano                                                    | –       | 1565    | 1566    |
| Giovanni Francesco Santacroce Giovanni Domenico Chiriaco Colajacopo Oliva                               | –       | 1566    | 1567    |
| Giorgio Gerìa Giovanni Domenico Filocamo Giovanni Antonio Strati                                        | –       | 1567    | 1568    |
| Coletta Malgeri Nino Campolo Giovanni Battista Speranza                                                 | –       | 1568    | 1569    |
| Scipione Gerìa Paolo del Giudice Giovanni Andrea Fallacari                                              | –       | 1569    | 1570    |
| Giorgio Mazza Giovanni Battista Monsolino Giovanni Cola Cama                                            | –       | 1570    | 1571    |
| Giovanni Domenico Filocamo Agamennone Spanò Giovanni Cola Strati                                        | –       | 1571    | 1572    |
| Nino Campolo Scipione Gerìa Paolo Cutrone                                                               | –       | 1572    | 1573    |
| Giuseppe Mazza Giovanni Tommaso Monsolino Marcantonio Politi                                            | –       | 1573    | 1574    |
| Giovanni Filippo Veneziano Tommaso dal Fosso Giovanni Battista Lanatà                                   | –       | 1574    | 1575    |
| Francesco Labozzetta Ascanio Barone Giovanni Paolo Manti                                                | –       | 1575    | 1576    |
| Nino Logoteta Francesco Barone Arminio Schimizzi                                                        | –       | 1576    | 1577    |
| Agamennone Spanò Consalvo Lumbolo Giulio Schimizzi                                                      | –       | 1577    | 1578    |
| Bartuccio Melissari Annibale di Capua Giovanni Cola Cama                                                | –       | 1578    | 1579    |
| Tommaso dal Fosso Giovanni Bernardo Riccobono Guarino di Bernaudo                                       | –       | 1579    | 1580    |
| Ascanio Barone Nicola Logoteta Paolo Cutrone                                                            | –       | 1580    | 1581    |
| Silvio Barone Minichello di Capua Giuseppe Oliva                                                        | –       | 1581    | 1582    |
| Agamennone Spanò Annibale di Capua Giovanni Battista Lanatà                                             | –       | 1582    | 1583    |
| Camillo Diano Tommaso dal Fosso Antonio Moleti                                                          | –       | 1583    | 1584    |
| Vincenzo Campagna Giorgio Gerìa Ascanio Morixano                                                        | –       | 1584    | 1585    |
| Giovanni Bernardo Riccobono Bernardo Bosurgi Aurelio Milea                                              | –       | 1585    | 1586    |
| Cola Maria Logoteta Geronimo Filocamo Paolo Perrone                                                     | –       | 1586    | 1587    |
| Agamennone Spanò Bartuccio Melissari Giulio Schimizzi                                                   | –       | 1587    | 1588    |
| Tommaso dal Fosso Massimiano Monsolino Antonio Moleti                                                   | –       | 1588    | 1589    |
| Francesco Monsolino Properzio Monsolino Paolo Oliva                                                     | –       | 1589    | 1590    |
| Giovanni Bernardo Riccobono Geronimo Filocamo Giovanni Pietro Schimizzi                                 | –       | 1590    | 1591    |
| Ascanio Barone Ottavio Sarlo Cesare Ginneri                                                             | –       | 1591    | 1592    |
| Camillo Diano Nino Gazanita Antonio Moleti                                                              | –       | 1592    | 1593    |
| Fabrizio Barone Giovanni Gregorio Parisi Giovanni Domenico Morello                                      | –       | 1593    | 1594    |
| Ottavio Barone Massimiano Monsolino Francesco Cutrone                                                   | –       | 1594    | 1595    |
| Scipione Malgeri Tommaso dal Fosso Giovanni Filippo Perrone                                             | –       | 1595    | 1596    |
| Giovanni Pietro Melissari Ottavio Bolani Antonio Moleti                                                 | –       | 1596    | 1597    |
| Mariano di Ricca Properzio Monsolino Evangelista Illirico                                               | –       | 1597    | 1598    |
| Giovanni Bernardo Bosurgi Ottavio Barone Vincenzo Santoro                                               | –       | 1598    | 1599    |
| Massimiano Monsolino Fabio Veneziano Giovanni Andrea Cama                                               | –       | 1599    | 1600    |
| Federico Gerìa Claudio Fùrnari Paolo Oliva                                                              | –       | 1600    | 1601    |
| Giovanni Manti Giuseppe Bosurgi Ottavio Veglia                                                          | –       | 1601    | 1602    |
| Geronimo Musitano Scipione Prato Natale Spagnolo                                                        | –       | 1602    | 1603    |
| Francesco Ferrante Giovanni Paolo Francoperta Paolo Pennestrì                                           | –       | 1603    | 1604    |
| Ottavio Bolani Giovanni Barone Giovanni Floccari                                                        | –       | 1604    | 1605    |
| Mariano Ricca Federico Geria Giovanni Andrea Perrone                                                    | –       | 1605    | 1606    |
| Paolo Logoteta Scipione Bolani Paolo Perrone                                                            | –       | 1606    | 1607    |
| Giovanni Bernardo Bosurgi Giuseppe Busurgi Giovanni Paolo Foti                                          | –       | 1607    | 1608    |
| Marcantonio Politi Marco Curio Mallamo Santonio Gatto                                                   | –       | 1608    | 1609    |
| Giovanni Barone Giovanni Tommaso Moleti Giovanni Andrea Cama                                            | –       | 1609    | 1610    |
| Agamennone Riccobono Giuseppe di Capua Giovanni Domenico Valentino                                      | –       | 1610    | 1611    |
| Paolo Logoteta Giovanni Antonio Genoese Salvator Mentola                                                | –       | 1611    | 1612    |
| Scipione Bolani Giovanni Battista Monsolino Angelo Schimizzi                                            | –       | 1612    | 1613    |
| Fabrizio Melissari Jacopo di Jacopo Santonio Gatto                                                      | –       | 1613    | 1614    |
| Agostino Monsolino Giovanni Trapani Pietro Foti                                                         | –       | 1614    | 1615    |
| Marcantonio Politi Giuseppe Labozzetta Matteo Schimizzi                                                 | –       | 1615    | 1616    |
| Alessandro Gerìa Giovanni Antonio Genoese Giovanni Andrea Cama                                          | –       | 1616    | 1617    |
| Scipione Bolani Agamennone Spanò Angelo Schimizzi                                                       | –       | 1617    | 1618    |
| Giovanni Jacopo di Iacopo Giuseppe di Capua Santonio Gatto                                              | –       | 1618    | 1619    |
| Giovanni Jacopo di Iacopo Giuseppe di Capua Santonio Gatto                                              | –       | 1619    | 1620    |
| Giovanni Michele Genoese Giovanni Domenico Trapani Pietro Foti                                          | –       | 1620    | 1621    |
| Agostino Monsolino Giovanni Domenico Barone Pompeo Morisciano                                           | –       | 1621    | 1622    |
| Francesco Perrone Consalvo Genoese Rocco Malara                                                         | –       | 1622    | 1623    |
| Agamennone Spanò Giovanni Antonio Genoese Domizio Oliva                                                 | –       | 1623    | 1624    |
| Sebastiano Lamantìa Francesco Foti Camillo Foti                                                         | –       | 1624    | 1625    |
| Agamennone Riccobono Giuseppe Battaglia Santonio Gatto                                                  | –       | 1625    | 1626    |
| Francesco del Giudice Francesco Spanò Pietro Gatto                                                      | –       | 1626    | 1627    |
| Francesco Spanò Giovanni Domenico Filocamo Pompeo Morisciano                                            | –       | 1627    | 1628    |
| Marcello Spanò Giovanni Barone Domizio Oliva                                                            | –       | 1628    | 1629    |
| Giovanni Bernardo Bosurgi Camillo Spanò Fabrizio Grasso                                                 | –       | 1629    | 1630    |
| Giovanni Domenico Perrone Giovanni Antonio Genoese Antonino Mentola                                     | –       | 1630    | 1631    |
| Paolo Barone Cola del Giudice Michele Rota                                                              | –       | 1631    | 1632    |
| Paolo Barone Cola del Giudice Michele Rota                                                              | –       | 1632    | 1633    |
| Pietro Melissari Gaspare Diano Santonio Gatto                                                           | –       | 1633    | 1634    |
| Marcello Spanò Giovanni Michele Genoese Pompeo Morisciano                                               | –       | 1634    | 1635    |
| Giuseppe Musitano Agostino Genoese Placido Milea                                                        | –       | 1635    | 1636    |
| Giacomo Labozzetta Francesco Spanò Angelo Schimizzi                                                     | –       | 1636    | 1637    |
| Giuseppe di Capua Agamennone Riccobono Giovanni Oliva                                                   | –       | 1637    | 1638    |
| Pietro Melissari Paolo Marescalco Santonio Gatto                                                        | –       | 1638    | 1639    |
| Francesco Spanò Gaspare Diano Antonino Morisciano                                                       | –       | 1639    | 1640    |
| Francesco Ferrante Ottavio Melissari Ambrosio Barone                                                    | –       | 1640    | 1641    |
| Giuseppe Musitano Francesco Spanò Candeloro Battaglia                                                   | –       | 1641    | 1642    |
| Cristoforo Spanò Giuseppe Trapani Tommaso Ala                                                           | –       | 1642    | 1643    |
| Giovanni Battista Floccari Eliseo Furnari Giovanni Oliva                                                | –       | 1643    | 1644    |
| Giovanni Domenico Spanò Girolamo Genoese Placido Milea                                                  | –       | 1644    | 1645    |
| Francesco Spanò Fabrizio Plutino Matteo Schimizzi                                                       | –       | 1645    | 1646    |
| Ambrosio Barone Giuseppe Trapani Ascanio Morisciano                                                     | –       | 1646    | 1647    |
| Francesco Spanò Pietro Labozzetta Antonio Morisciano                                                    | –       | 1647    | 1648    |
| Paolo Barone Ambrosio Perrone Francesco Pileci                                                          | –       | 1648    | 1649    |
| Paolo Marescalco Fabrizio Plutino Placido Milea                                                         | –       | 1649    | 1650    |
| Ignazio Monsolino Paolo Malgeri Nicolò Giuseppe Pellicanò                                               | –       | 1650    | 1651    |
| Francesco Ferrante Giuseppe Trapani Giuseppe Manti                                                      | –       | 1651    | 1652    |
| Cristofaro Spanò Paolo Barone Francesco Foti                                                            | –       | 1652    | 1653    |
| Filippo Bosurgi Antonio Moleti Giulio Cesare Dattola                                                    | –       | 1653    | 1654    |
| Diego de Mari Pietro Labozzetta Ascanio Morisciano                                                      | –       | 1654    | 1655    |
| Paolo Mariscalco Fabrizio Plutino Paolo Morisciano                                                      | –       | 1655    | 1656    |
| Stefano Furnari Giuseppe Trapani Giuseppe Milito                                                        | –       | 1656    | 1657    |
| Giovanni Domenico Spanò Francesco Labozzetta Giuseppe Manti                                             | –       | 1657    | 1658    |
| Ignazio Monsolino Giovanni Domenico Gatto Antonino Morisciano                                           | –       | 1658    | 1659    |
| Francescantonio Flesca Paolo Barone Giovanni Pietro Schimizzi                                           | –       | 1659    | 1660    |
| Pietro Labozzetta Domenico Genoese Livio Laganà                                                         | –       | 1660    | 1661    |
| Giuseppe Trapani Francesco Gazanita Giovanni Gregorio Lopa                                              | –       | 1661    | 1662    |
| Francesco Ferrante Cristofaro Spanò Giuseppe Marra                                                      | –       | 1662    | 1663    |
| Giovanni Battista Plutino Felice Labozzetta Diego Romanò                                                | –       | 1663    | 1664    |
| Pietro Gerìa Alfonso Spanò Pietro Musco                                                                 | –       | 1664    | 1665    |
| Francesco Logoteta Tobia Sirti Antonino Morisciano                                                      | –       | 1665    | 1666    |
| Giuseppe Spanò Diego Spanò de Malgeriis Giovanni Pietro Schimizzi                                       | –       | 1666    | 1667    |
| Francesco Barone Giovanni Manti Stefano Morisciano                                                      | –       | 1667    | 1668    |
| Cristofaro Spanò Giuseppe di Capua Giovanni Antonio Guarna                                              | –       | 1668    | 1669    |
| Diego Mari Francesco Logoteta Ascanio Morisciano                                                        | –       | 1669    | 1670    |
| Francesco Logoteta Paolo Ferrante Antonio Ficara                                                        | –       | 1670    | 1671    |
| Giovanni Melissari Francescantonio Plutino Giulio Cesare Dattola                                        | –       | 1671    | 1672    |
| Giovanni Domenico Bosurgi Giuseppe di Capua Giovanni Filippo Battaglia                                  | –       | 1672    | 1673    |
| Francesco Barone Giovanni Simone Ferrante Giovanni Battaglia                                            | –       | 1673    | 1674    |
| Paolo Malgeri Antonino Mazza Antonino Schimizzi                                                         | –       | 1674    | 1675    |
| Giovanni Battista Sirti Giovanni Battista Monsolino Francesco Marra                                     | –       | 1675    | 1676    |
| Giovanni Domenico Bosurgi Giovanni Perrone Antonino Ficara                                              | –       | 1676    | 1677    |
| Domenico Malgeri Giovanni Simone Ferrante Domenico Marra                                                | –       | 1677    | 1678    |
| Santonio Gatto Lelio Rota Antonio Schimizzi                                                             | –       | 1678    | 1679    |
| Giovanni Manti Candeloro Battaglia Antonino Milea                                                       | –       | 1679    | 1680    |
| Francesco Barone Giovanni Simone Ferrante Bartolomeo Morisciano                                         | –       | 1680    | 1681    |
| Giuseppe Spanò Paolo Ferrante Francesco Milea                                                           | –       | 1681    | 1682    |
| Camillo Diano Parisio Girolamo Filocamo Francesco Marra                                                 | –       | 1682    | 1683    |
| Ugo Guerrera Francesco Spanò Giovanni Filippo Battaglia                                                 | –       | 1683    | 1684    |
| Domenico Ferrante Giovanni Domenico Bosurgi Silvestro Morisciano                                        | –       | 1684    | 1685    |
| Giuseppe Suppa Giovanni Simone Ferrante Antonino Milea                                                  | –       | 1685    | 1686    |
| Candeloro Battaglia Annibale Logoteta Paolo Marrari                                                     | –       | 1686    | 1687    |
| Antonio Maria Genoese Giovanni Battista Monsolino Salvatore Romanò                                      | –       | 1687    | 1688    |
| Diego Genoese Giovanni Trapani Ottavio Morisciano                                                       | –       | 1688    | 1689    |
| Giovanni Simone Ferrante Giacomo Prato Francesco Milea                                                  | –       | 1689    | 1690    |
| Francesco Foti Antonino Rodino Paolo Mammolino                                                          | –       | 1690    | 1691    |
| Felice Laboccetta Antonino di Capua Giacomo Morisciano                                                  | –       | 1691    | 1692    |
| Filippo Furnari Paolo Ferrante Giuseppe Musco                                                           | –       | 1692    | 1693    |
| Paolo Malgeri Giovanni Simone Ferrante Antonino Milea                                                   | –       | 1693    | 1694    |
| Giovanni Manti Consalvo Genoese Giovanni Battaglia                                                      | –       | 1694    | 1695    |
| Giuseppe Suppa Antonino Ferrante Giovanni Filippo Battaglia                                             | –       | 1695    | 1696    |
| Paolo Ferrante Annibale Logoteta Bartolomeo Morisciano                                                  | –       | 1696    | 1697    |
| Diego Genoese Carlo Diano Parisio Paolo Rijtano                                                         | –       | 1697    | 1698    |
| Giovanni Battista Monsolino Domenico del Giudice Andrea Guarna                                          | –       | 1698    | 1699    |
| Antonio Rota Domenico Suppa Francesco Morisciano                                                        | –       | 1699    | 1700    |
| Antonio Rota Domenico Suppa Francesco Morisciano                                                        | –       | 1700    | 1701    |
| Giovanni Simone Ferrante Annibale Logoteta Paolo Mammolino                                              | –       | 1701    | 1702    |
| Giovanni Battista Monsolino Antonino Rodino Andrea Guarna                                               | –       | 1702    | 1703    |
| Antonino Sacco Paolo Filocamo Giuseppe Morisciano                                                       | –       | 1703    | 1704    |
| Carlo Diano Parisio Giuseppe Ferrante Paolo Rijtano                                                     | –       | 1704    | 1705    |
| Filippo Furnari Antonino Ferrante Giuseppe Musco                                                        | –       | 1705    | 1706    |
| Vincenzo Ferrante Giacinto Spanò Andrea Guarna                                                          | –       | 1706    | 1707    |
| Vincenzo Ferrante Giacinto Spanò Andrea Guarna                                                          | –       | 1707    | 1708    |
| Annibale Spanò Giuseppe Genoese Fabrizio Morisciano                                                     | –       | 1708    | 1709    |
| Antonino Rodino Mariano Spanò Vincenzo Guarna                                                           | –       | 1709    | 1710    |
| Diego Genoese Domenico Monsolino Paolo Mammolino                                                        | –       | 1710    | 1711    |
| Giacomo Prato Giovanni Sacco Antonino Morisciano                                                        | –       | 1711    | 1712    |
| Giovanni Simone Ferrante Giuseppe Ferrante Giacomo Morisciano                                           | –       | 1712    | 1713    |
| Giovanni Battista Manti Giuseppe Genoese Francesco Pileci                                               | –       | 1713    | 1714    |
| Domenico Spanò Antonio Ferrante Antonino Milea                                                          | –       | 1714    | 1715    |
| Filippo Furnari Giuseppe Trapani Pietro Musco                                                           | –       | 1715    | 1716    |
| Fabrizio Sacco Ottavio Melissari Fabrizio Morisciano                                                    | –       | 1716    | 1717    |
| Giovanni Simone Ferrante Giuseppe Genoese Salvatore Romanò                                              | –       | 1717    | 1718    |
| Paolo Filocamo Lorenzo Spanò Antonio Milea                                                              | –       | 1718    | 1719    |
| Giovanni Sacco Domenico Musitano Giorgio Lopa                                                           | –       | 1719    | 1720    |
| Francesco Logoteta Antonio Ferrante Pietro Morisciano                                                   | –       | 1720    | 1721    |
| Candeloro Battaglia Saverio Musitano Paolo Morisciano                                                   | –       | 1721    | 1722    |
| Domenico del Giudice Giuseppe Granata Antonino Morisciano                                               | –       | 1722    | 1723    |
| Giuseppe Ferrante Domenico Sirti Francesco Pileci                                                       | –       | 1723    | 1724    |
| Giuseppe Ferrante Domenico Sirti Francesco Pileci                                                       | –       | 1724    | 1725    |
| Fabrizio Plutino Carlo del Giudice Domenico Rijtano                                                     | –       | 1725    | 1726    |
| Francesco Sacco Giuseppe Genoese Antonino Morisano                                                      | –       | 1726    | 1727    |
| Francesco Sacco Giuseppe Genoese Antonino Morisano                                                      | –       | 1727    | 1728    |
| Antonino Bosurgi Giovanni Matteo del Giudice Antonino Milea                                             | –       | 1728    | 1729    |
| Antonio Ferrante Filippo Furnari Paolo Morisano                                                         | –       | 1729    | 1730    |
| Filippo Bosurgi Cesare Cannizzone Domenico Milea                                                        | –       | 1730    | 1731    |
| Giuseppe Genoese Domenico Filocamo Francesco di Neri                                                    | –       | 1731    | 1732    |
| Antonino Musitano Simone Genoese Antonino Milea                                                         | –       | 1732    | 1733    |
| Paolo Nicola Musitano Giacinto Rodino Giovanni Domenico Tavella                                         | –       | 1733    | 1734    |
| Ignazio Monsolino Domenico Genoese Paolo Morisciano                                                     | –       | 1734    | 1735    |
| Domenico Sirti Giuseppe Miceli Antonino Morisano                                                        | –       | 1735    | 1736    |
| Giuseppe Genoese Antonino Melissari Nicola Romeo                                                        | –       | 1736    | 1737    |
| Domenico Filocamo Antonio Ferrante Domenico Rijtano                                                     | –       | 1737    | 1738    |
| Carlo del Giudice Antonino Bosurgi Ascanio Morisano                                                     | –       | 1738    | 1739    |
| Domenico Sirti Gregorio Ferrante Francesco di Neri                                                      | –       | 1739    | 1740    |
| Domenico Spanò Carlo Suppa Andrea Musco                                                                 | –       | 1740    | 1741    |
| Giovanni Battista Plutino Giovanni Matteo del Giudice Giorgio Cara                                      | –       | 1741    | 1742    |
| Giuseppe Genoese Antonino Melissari Domenico Milea                                                      | –       | 1742    | 1743    |
| Giuseppe Miceli Carlo Plutino Giorgio Lopa                                                              | –       | 1743    | 1744    |
| Giuseppe Miceli Carlo Plutino Giorgio Lopa                                                              | –       | 1744    | 1745    |
| Giuseppe Miceli Carlo Plutino Giorgio Lopa                                                              | –       | 1745    | 1746    |
| Antonino Guerrera Paolo Filocamo                                                                        | –       | 1746    | 1747    |
| Matteo del Giudice Carlo Dainotto Francesco di Neri                                                     | –       | 1747    | 1748    |
| Domenico Genoese Giuseppe Bosurgi Domenico Milea                                                        | –       | 1748    | 1749    |
| Carlo Guarna Giuseppe di Ditto Crispino Cotroneo                                                        | –       | 1749    | 1750    |
| Domenico Morisano Antonino Cilea Antonino Nava                                                          | –       | 1750    | 1751    |
| Domenico Valentino Giovanni Siclari Antonino Zaccone                                                    | –       | 1751    | 1752    |
| Giuseppe Trimarchi Antonino Filiotti Paolo Crisarà                                                      | –       | 1752    | 1753    |
| Gaspare Lamarra Giovanni Marra Antonio Misiano                                                          | –       | 1753    | 1754    |
| Gregorio Mantica Francesco Romeo Domenico Costantino                                                    | –       | 1754    | 1755    |
| Antonino Consolino Domenico Casili Placido di Gregorio                                                  | –       | 1755    | 1756    |
| Carlo Guarna Giuseppe Laganà Marco Dattola                                                              | –       | 1756    | 1757    |
| Gregorio Laganà Bruno Romeo Giuseppe Caridi                                                             | –       | 1757    | 1758    |
| Giovanni Filippo Romeo Paolo Orangi Domenico Costantino                                                 | –       | 1758    | 1759    |
| Pietro Granata Francesco Manti Giuseppe Costù                                                           | –       | 1759    | 1760    |
| Giuseppe Felice Trimarchi Andrea Nava Francesco Romeo                                                   | –       | 1760    | 1761    |
| Gaspare Lamarra Giovanni Marra Salvatore Calabrò                                                        | –       | 1761    | 1762    |
| Giovanni Filippo Marra Nicola Casile Francesco Malavenda                                                | –       | 1762    | 1763    |
| Gregorio Mantica Giuseppe Laganà Placido di Gregorio                                                    | –       | 1763    | 1764    |
| Giuseppe Monsolino Antonino Serra Placido di Gregorio                                                   | –       | 1764    | 1765    |
| Giovanni Battista Sirti Giovanni Anastasio Demetrio Costantino                                          | –       | 1765    | 1766    |
| Carlo Guarna Nicola Adamo Antonino Zaccone                                                              | –       | 1766    | 1767    |
| Giuseppe Dainotto Giuseppe Laganà Nicola Romeo                                                          | –       | 1767    | 1768    |
| Antonino Mantica Nicola Casile Giuseppe Caridi Lopes                                                    | –       | 1768    | 1769    |
| Fabrizio Sacco Paolo Orangi Domenico Costantino                                                         | –       | 1769    | 1770    |
| Cesare Catizzone Andrea Cama Giuseppe Fisari                                                            | –       | 1770    | 1771    |
| Ignazio Mantica Francesco Manti Giovanni Gerìa                                                          | –       | 1771    | 1772    |
| Domenico Genoese Domenico Cosentino Antonio Misiano                                                     | –       | 1772    | 1773    |
| Giovanni Lavagna Pasquale Calarco Antonino Gerìa                                                        | –       | 1773    | 1774    |
| Antonino Griso Antonio Auteri Francesco Foti                                                            | –       | 1774    | 1775    |
| Gaetano Piconiero Nicola Cara Antonino Amadeo                                                           | –       | 1775    | 1776    |
| Salvatore Pòntari Paolo Surace Paolo Costantino                                                         | –       | 1776    | 1777    |
| Giuseppe Dainotto Nicola Casile Domenico Costantino                                                     | –       | 1777    | 1778    |
| Antonino de Blasio Giorgio Crocè Stefano Cundò                                                          | –       | 1778    | 1779    |
| Bartuccio Melissari Andrea Cama Antonino Gerìa                                                          | –       | 1779    | 1780    |
| Giovanni Lavagna Domenico Cosentino Giuseppe Fisari                                                     | –       | 1780    | 1781    |
| Antonino Cilea Antonino de Gregorio Giovanni Costantino                                                 | –       | 1781    | 1782    |
| Gennaro Giuffrè Pasquale Calarco Giuseppe Musolino                                                      | –       | 1782    | 1783    |
| Giovanni Domenico Bosurgi Nicola Casile Domenico Jelo                                                   | –       | 1783    | 1784    |
| Giuseppe Logoteta Pasquale Spinella Paolo Fulco                                                         | –       | 1784    | 1785    |
| Felice Guerrera Agostino Marrara Paolo Costantino                                                       | –       | 1785    | 1786    |
| Felice Guerrera Agostino Marrara Paolo Costantino                                                       | –       | 1786    | 1787    |
| Antonio Palestino Nicola Cara Francesco Scopelliti                                                      | –       | 1787    | 1788    |
| Pasquale Musitano Paolo Surace Lorenzo Gatto                                                            | –       | 1788    | 1789    |
| Francesco Donato Andrea Cama Franco Neri                                                                | –       | 1789    | 1790    |
| Giovanni Battista Monsolino Gaetano Pedaci Francesco Filocamo                                           | –       | 1790    | 1791    |
| Pasquale Musitano Domenico Billa Francesco Missineo                                                     | –       | 1791    | 1792    |
| Paolo Bosurgi Franco Putortì Paolo Fulco                                                                | –       | 1792    | 1793    |
| Matteo Catizzone Antonino Plutino Francesco Paviglianiti                                                | –       | 1793    | 1794    |
| Felice Guerrera Girolamo Politi Angelo Putortì                                                          | –       | 1794    | 1795    |
| Felice Guerrera Agostino Marrara Diego Scopelliti                                                       | –       | 1795    | 1796    |
| Carlo Plutino Pierantonio Oliva Paolo Margiotta                                                         | –       | 1796    | 1797    |
| Carlo Plutino Diego Manti Giovanni Costantino                                                           | –       | 1797    | 1798    |

## Regno delle Due Sicilie (1816-1861)
| Nominativo             | Partito | Mandato        | Mandato        |
| Nominativo             | Partito | Inizio         | Fine           |
| ---------------------- | ------- | -------------- | -------------- |
| Agostino Plutino       | –       | 1832           | 1834           |
| Gennaro Giuffrè        | –       | 1835           | 1838           |
| Felice Musitano        | –       | 1843           | 1846           |
| Giuseppe Logoteta      | –       | 1847           | 1847           |
| Giambattista Candiloro | –       | 1860           | 6 ottobre 1860 |
| Domenico Genoese       | –       | 6 ottobre 1860 | 10 agosto 1861 |

## Regno d'Italia (1861-1946)
| Sindaci nominati dal governo (1861-1890)                           | Sindaci nominati dal governo (1861-1890)      | Sindaci nominati dal governo (1861-1890) | Sindaci nominati dal governo (1861-1890) | Sindaci nominati dal governo (1861-1890) | Sindaci nominati dal governo (1861-1890) |
| Nominativo                                                         | Nominativo                                    | Partito                                  | Partito                                  | Mandato                                  | Mandato                                  |
| Nominativo                                                         | Nominativo                                    | Partito                                  | Partito                                  | Inizio                                   | Fine                                     |
| ------------------------------------------------------------------ | --------------------------------------------- | ---------------------------------------- | ---------------------------------------- | ---------------------------------------- | ---------------------------------------- |
|                                                                    | Giovanni Ramirez                              | –                                        | –                                        | 2 agosto 1861                            | 1862                                     |
|                                                                    | Francesco Pensabene                           | –                                        | –                                        | 6 aprile 1862                            | 29 gennaio 1863                          |
|                                                                    | Alessandro Magno (Regio commissario)          | –                                        | –                                        | 29 gennaio 1863                          | 9 giugno 1864                            |
|                                                                    | Domenico Spanò Bolani                         | –                                        | –                                        | 9 giugno 1864                            | gennaio 1865                             |
|                                                                    | Francesco Pensabene                           | –                                        | –                                        | 14 febbraio 1865                         | 2 febbraio 1867                          |
|                                                                    | Domenico Genoese Zerbi                        |                                          | Sinistra storica                         | 2 febbraio 1867                          | 19 settembre 1868                        |
|                                                                    | Francesco Mantica                             | –                                        | –                                        | 19 settembre 1868                        | 22 novembre 1869                         |
|                                                                    | Domenico Spanò Bolani                         | –                                        | –                                        | 1 febbraio 1870                          | 16 febbraio 1870                         |
|                                                                    | Domenico Genoese Zerbi                        | –                                        | –                                        | 1 agosto 1870                            | 2 novembre 1874                          |
|                                                                    | Francesco Pensabene                           | –                                        | –                                        | 2 novembre 1874                          | 24 luglio 1875                           |
|                                                                    | Luigi De Blasio Di Palizzi                    | –                                        | –                                        | 4 febbraio 1876                          | 25 novembre 1876                         |
|                                                                    | Giuseppe Gullì                                | –                                        | –                                        | 25 novembre 1876                         | 1878                                     |
|                                                                    | Fabrizio Plutino                              |                                          | Sinistra storica                         | 1879                                     | 30 luglio 1882                           |
| 17 settembre 1883                                                  | Fabrizio Plutino                              | 14 luglio 1884                           | Sinistra storica                         |                                          |                                          |
|                                                                    | Domenico Genoese Zerbi                        | –                                        | –                                        | 7 dicembre 1884                          | 12 febbraio 1886                         |
|                                                                    | Camillo Battista (Commissario prefettizio)    | –                                        | –                                        | 1 aprile 1886                            | agosto 1886                              |
|                                                                    | Domenico Spanò Bolani                         | –                                        | –                                        | 31 agosto 1886                           | 1889                                     |
|                                                                    | Pietro Foti                                   | –                                        | –                                        | 6 novembre 1889                          | 1 marzo 1891                             |
| Sindaci eletti dal consiglio comunale (1890-1926)                  |                                               |                                          |                                          |                                          |                                          |
| Nominativo                                                         | Nominativo                                    | Partito                                  | Partito                                  | Mandato                                  | Mandato                                  |
| Nominativo                                                         | Nominativo                                    | Partito                                  | Partito                                  | Inizio                                   | Fine                                     |
|                                                                    | Antonio Sarlo                                 | –                                        | –                                        | 2 marzo 1891                             | 19 aprile 1893                           |
|                                                                    | Carmelo Mezzatesta                            | –                                        | –                                        | 15 maggio 1893                           | 7 maggio 1894                            |
|                                                                    | Giacomo Borruto                               | –                                        | –                                        | 7 giugno 1894                            | 30 luglio 1894                           |
|                                                                    | Carmelo Mezzatesta                            | –                                        | –                                        | 1 agosto 1894                            | 21 gennaio 1895                          |
|                                                                    | Carlo Cataldi (Commissario prefettizio)       | –                                        | –                                        | 28 gennaio 1895                          | agosto 1895                              |
|                                                                    | Antonio Sarlo                                 | –                                        | –                                        | 14 agosto 1895                           | 14 novembre 1895                         |
|                                                                    | Domenico Tripepi                              | –                                        | –                                        | 20 novembre 1895                         | 1898                                     |
| 25 luglio 1899                                                     | Domenico Tripepi                              | –                                        | –                                        | 24 maggio 1900                           |                                          |
|                                                                    | Giuseppe Carbone                              | –                                        | –                                        | 12 giugno 1900                           | 9 agosto 1901                            |
|                                                                    | Ernesto Flores (Commissario prefettizio)      | –                                        | –                                        | 1901                                     | 1902                                     |
|                                                                    | Giuseppe Carbone                              | –                                        | –                                        | 23 gennaio 1902                          | 3 marzo 1903                             |
|                                                                    | Vincenzo De Blasio Di Palizzi                 | –                                        | –                                        | 14 marzo 1903                            | dicembre 1903                            |
|                                                                    | Domenico Tripepi                              | –                                        | –                                        | 7 dicembre 1903                          | 20 settembre 1904                        |
|                                                                    | Paolo Caminiti                                | –                                        | –                                        | 13 ottobre 1904                          | 7 luglio 1905                            |
|                                                                    | Benedetto Amari (Commissario prefettizio)     | –                                        | –                                        | 7 luglio 1905                            | 16 agosto 1905                           |
|                                                                    | Demetrio Tripepi                              |                                          | Destra storica                           | 16 agosto 1905                           | 4 marzo 1907                             |
|                                                                    | Carmelo Mezzatesta                            | –                                        | –                                        | 4 marzo 1907                             | gennaio 1909                             |
|                                                                    | Francesco Cervoni (Commissario prefettizio)   | –                                        | –                                        | gennaio 1909                             | 1910                                     |
|                                                                    | Visconti Besozzi (Commissario prefettizio)    | –                                        | –                                        | 1910                                     | febbraio 1910                            |
|                                                                    | Eugenio Foti                                  | –                                        | –                                        | 20 febbraio 1910                         | 1911                                     |
|                                                                    | Fabrizio Plutino                              |                                          | Sinistra storica                         | aprile 1911                              | agosto 1912                              |
|                                                                    | Bartolomeo Andreoli (Commissario prefettizio) | –                                        | –                                        | 1912                                     | 1914                                     |
|                                                                    | Pasquale Andiloro                             | –                                        | –                                        | 26 luglio 1914                           | 1917                                     |
|                                                                    | Giuseppe Valentino                            | –                                        | –                                        | 10 luglio 1918                           | febbraio 1923                            |
|                                                                    | Giuseppe Lualdi (Regio commissario)           | –                                        | –                                        | 1923                                     | 1923                                     |
|                                                                    | Antonio Poidomani (Regio commissario)         | –                                        | –                                        | 1923                                     | 1923                                     |
|                                                                    | Ernesto Giobbe (Regio commissario)            | –                                        | –                                        | 1923                                     | 1924                                     |
|                                                                    | Antonio Lope (Regio commissario)              | –                                        | –                                        | 1924                                     | 1924                                     |
|                                                                    | Nicola D'Avanzo (Regio commissario)           | –                                        | –                                        | 1924                                     | 1925                                     |
|                                                                    | Alberto Giannoni (Regio commissario)          | –                                        | –                                        | 1925                                     | 1926                                     |
| Podestà nominati dal governo (1926-1944)                           |                                               |                                          |                                          |                                          |                                          |
| Nominativo                                                         | Nominativo                                    | Partito                                  | Partito                                  | Mandato                                  | Mandato                                  |
| Nominativo                                                         | Nominativo                                    | Partito                                  | Partito                                  | Inizio                                   | Fine                                     |
|                                                                    | Giuseppe Genoese Zerbi (Regio commissario)    | –                                        | –                                        | dicembre 1926                            | 4 gennaio 1927                           |
| Giuseppe Genoese Zerbi                                             |                                               | Partito Nazionale Fascista               | 4 gennaio 1927                           | 10 novembre 1928                         |                                          |
|                                                                    | Antonio Portelli (Regio commissario)          | –                                        | –                                        | 1928                                     | 1928                                     |
|                                                                    | Aristide Pascucci (Regio commissario)         | –                                        | –                                        | 1928                                     | 1928                                     |
|                                                                    | Fabio Plutino (Regio commissario)             | –                                        | –                                        | 1928                                     | 1928                                     |
|                                                                    | Giuseppe Romeo Filocamo (Regio commissario)   | –                                        | –                                        | 1928                                     | 1930                                     |
|                                                                    | Pasquale Muritano                             |                                          | Partito Nazionale Fascista               | 1930                                     | 1933                                     |
|                                                                    | Francesco Giunta                              |                                          | Partito Nazionale Fascista               | aprile 1933                              | giugno 1943                              |
|                                                                    | Michele Barbaro                               |                                          | Partito Nazionale Fascista               | giugno 1943                              | 3 settembre 1943                         |
|                                                                    | Antonio Priolo (Sindaco)                      |                                          | Partito Socialista Italiano              | 3 settembre 1943                         | 27 dicembre 1943                         |
| Sindaci nominati dal Comitato di Liberazione Nazionale (1944-1946) |                                               |                                          |                                          |                                          |                                          |
| Nominativo                                                         | Nominativo                                    | Partito                                  | Partito                                  | Mandato                                  | Mandato                                  |
| Nominativo                                                         | Nominativo                                    | Partito                                  | Partito                                  | Inizio                                   | Fine                                     |
|                                                                    | Diego Andiloro                                |                                          | Partito Socialista Italiano              | 8 gennaio 1944                           | 20 maggio 1946                           |

## Repubblica italiana (dal 1946)
| Sindaci eletti dal consiglio comunale (1946-1995)    | Sindaci eletti dal consiglio comunale (1946-1995)                                                           | Sindaci eletti dal consiglio comunale (1946-1995)                | Sindaci eletti dal consiglio comunale (1946-1995) | Sindaci eletti dal consiglio comunale (1946-1995) | Sindaci eletti dal consiglio comunale (1946-1995)          | Sindaci eletti dal consiglio comunale (1946-1995) | Sindaci eletti dal consiglio comunale (1946-1995) | Sindaci eletti dal consiglio comunale (1946-1995) |
| Nominativo                                           | Nominativo                                                                                                  | Partito                                                          | Partito                                           | Partito                                           | Partito                                                    | Mandato                                           | Mandato                                           | Elezione                                          |
| Nominativo                                           | Nominativo                                                                                                  | Partito                                                          | Partito                                           | Partito                                           | Partito                                                    | Inizio                                            | Fine                                              | Elezione                                          |
| ---------------------------------------------------- | --- | ---------------------------------------------------------------- | ------------------------------------------------- | ------------------------------------------------- | ---------------------------------------------------------- | ------------------------------------------------- | ------------------------------------------------- | ------------------------------------------------- |
|                                                      | Nicola Siles                                                                                                |                                                                  | Democrazia Cristiana                              | Democrazia Cristiana                              | Democrazia Cristiana                                       | 2 maggio 1946                                     | 25 febbraio 1947                                  | Elezione 1946                                     |
|                                                      | Giuseppe Romeo                                                                                              |                                                                  | Democrazia Cristiana                              | Democrazia Cristiana                              | Democrazia Cristiana                                       | 2 aprile 1947                                     | 1952                                              | Elezione 1946                                     |
| 1952                                                 | Giuseppe Romeo                                                                                              | 27 maggio 1956                                                   | Democrazia Cristiana                              | Democrazia Cristiana                              | Democrazia Cristiana                                       | Elezione 1952                                     |                                                   |                                                   |
|                                                      | Domenico Spoleti                                                                                            |                                                                  | Democrazia Cristiana                              | Democrazia Cristiana                              | Democrazia Cristiana                                       | 29 luglio 1956                                    | 8 gennaio 1958                                    | Elezione 1956                                     |
|                                                      | Vittorio Barone Adesi                                                                                       |                                                                  | Democrazia Cristiana                              | Democrazia Cristiana                              | Democrazia Cristiana                                       | 25 febbraio 1958                                  | 4 giugno 1959                                     | Elezione 1956                                     |
|                                                      | Giuseppe Quattrone                                                                                          |                                                                  | Democrazia Cristiana                              | Democrazia Cristiana                              | Democrazia Cristiana                                       | 5 giugno 1961                                     | 16 dicembre 1963                                  | Elezione 1960                                     |
|                                                      | Domenico Mannino                                                                                            |                                                                  | Democrazia Cristiana                              | Democrazia Cristiana                              | Democrazia Cristiana                                       | 16 dicembre 1963                                  | 2 marzo 1965                                      | Elezione 1960                                     |
|                                                      | Vittorio Barone Adesi                                                                                       |                                                                  | Democrazia Cristiana                              | Democrazia Cristiana                              | Democrazia Cristiana                                       | 14 marzo 1965                                     | 12 marzo 1966                                     | Elezione 1964                                     |
|                                                      | Pietro Battaglia                                                                                            |                                                                  | Democrazia Cristiana                              | Democrazia Cristiana                              | Democrazia Cristiana                                       | 28 marzo 1966                                     | 1970                                              | Elezione 1964                                     |
| 1970                                                 | Pietro Battaglia                                                                                            | 18 novembre 1971                                                 | Democrazia Cristiana                              | Democrazia Cristiana                              | Democrazia Cristiana                                       | Elezione 1970                                     |                                                   |                                                   |
|                                                      | Fortunato Licandro                                                                                          |                                                                  | Democrazia Cristiana                              | Democrazia Cristiana                              | Democrazia Cristiana                                       | Elezione 1970                                     | 25 novembre 1971                                  | 20 agosto 1975                                    |
|                                                      | Luigi Aliquò                                                                                                |                                                                  | Democrazia Cristiana                              | Democrazia Cristiana                              | Democrazia Cristiana                                       | 18 settembre 1975                                 | 20 maggio 1977                                    | Elezione 1975                                     |
|                                                      | Domenico Cozzupoli                                                                                          |                                                                  | Democrazia Cristiana                              | Democrazia Cristiana                              | Democrazia Cristiana                                       | 21 maggio 1977                                    | 10 giugno 1980                                    | Elezione 1975                                     |
|                                                      | Oreste Granillo                                                                                             |                                                                  | Democrazia Cristiana                              | Democrazia Cristiana                              | Democrazia Cristiana                                       | 28 novembre 1980                                  | 9 novembre 1982                                   | Elezione 1980                                     |
|                                                      | Domenico Cozzupoli                                                                                          |                                                                  | Democrazia Cristiana                              | Democrazia Cristiana                              | Democrazia Cristiana                                       | 11 novembre 1982                                  | 18 febbraio 1983                                  | Elezione 1980                                     |
|                                                      | Vittorio Iannelli (Commissario straordinario)                                                               | –                                                                | –                                                 | –                                                 | –                                                          | 19 febbraio 1983                                  | 7 agosto 1983                                     | Elezione 1980                                     |
|                                                      | Michele Musolino                                                                                            |                                                                  | Partito Socialista Italiano                       | Partito Socialista Italiano                       | Partito Socialista Italiano                                | 8 agosto 1983                                     | 29 agosto 1983                                    | Elezione 1983                                     |
|                                                      | Giovanni Palamara                                                                                           |                                                                  | Partito Socialista Italiano                       | Partito Socialista Italiano                       | Partito Socialista Italiano                                | 15 febbraio 1984                                  | 8 settembre 1985                                  | Elezione 1983                                     |
|                                                      | Pino Mallamo                                                                                                |                                                                  | Democrazia Cristiana                              | Democrazia Cristiana                              | Democrazia Cristiana                                       | 9 settembre 1985                                  | 14 settembre 1987                                 | Elezione 1983                                     |
|                                                      | Michele Musolino                                                                                            |                                                                  | Indipendente                                      | Indipendente                                      | Indipendente                                               | 15 settembre 1987                                 | 4 luglio 1988                                     | Elezione 1983                                     |
|                                                      | Luigi Aliquò                                                                                                |                                                                  | Democrazia Cristiana                              | Democrazia Cristiana                              | Democrazia Cristiana                                       | 15 luglio 1988                                    | 29 agosto 1989                                    | Elezione 1983                                     |
|                                                      | Pietro Battaglia                                                                                            |                                                                  | Democrazia Cristiana                              | Democrazia Cristiana                              | Democrazia Cristiana                                       | 29 agosto 1989                                    | 26 febbraio 1990                                  | Elezione 1989                                     |
|                                                      | Agatino Pietro Licandro                                                                                     |                                                                  | Democrazia Cristiana                              | Democrazia Cristiana                              | Democrazia Cristiana                                       | 26 febbraio 1990                                  | 11 maggio 1992                                    | Elezione 1989                                     |
|                                                      | Francesco Gangemi                                                                                           |                                                                  | Democrazia Cristiana                              | Democrazia Cristiana                              | Democrazia Cristiana                                       | 4 luglio 1992                                     | 31 luglio 1992                                    | Elezione 1989                                     |
|                                                      | Antonio Daloiso (Commissario prefettizio)                                                                   | –                                                                | –                                                 | –                                                 | –                                                          | 31 luglio 1992                                    | 23 settembre 1992                                 | Elezione 1989                                     |
|                                                      | Antonio Daloiso (Commissario straordinario)                                                                 | –                                                                | –                                                 | –                                                 | –                                                          | 23 settembre 1992                                 | 11 febbraio 1993                                  | Elezione 1989                                     |
|                                                      | Giuseppe Reale                                                                                              |                                                                  | Democrazia Cristiana                              | Democrazia Cristiana                              | Democrazia Cristiana                                       | 16 marzo 1993                                     | 18 novembre 1993                                  | Elezione 1992                                     |
|                                                      | Italo Falcomatà                                                                                             |                                                                  | Partito Democratico della Sinistra                | Partito Democratico della Sinistra                | Partito Democratico della Sinistra                         | 18 novembre 1993                                  | 7 gennaio 1997                                    | Elezione 1992                                     |
|                                                      | Pietro Troiano (Commissario straordinario)                                                                  | –                                                                | –                                                 | –                                                 | –                                                          | 13 marzo 1997                                     | 28 aprile 1997                                    | Elezione 1992                                     |
| Sindaci eletti direttamente dai cittadini (dal 1995) | |                                                                  |                                                   |                                                   |                                                            |                                                   |                                                   |                                                   |
| Nominativo                                           | Nominativo                                                                                                  | Partito                                                          | Partito                                           | Coalizione                                        | Coalizione                                                 | Mandato                                           | Mandato                                           | Elezione                                          |
| Nominativo                                           | Nominativo                                                                                                  | Partito                                                          | Partito                                           | Coalizione                                        | Coalizione                                                 | Inizio                                            | Fine                                              | Elezione                                          |
|                                                      | Italo Falcomatà                                                                                             |                                                                  | Partito Democratico della Sinistra                |                                                   | PDS-PPI-PRC-PSDI-SI                                        | 28 aprile 1997                                    | 14 maggio 2001                                    | Elezione 1997                                     |
|                                                      | Italo Falcomatà                                                                                             | Democratici di Sinistra                                          |                                                   | DS-PPI-Dem-RI-SDI-UDEUR- PRC-PdCI-MRE-L. civica   | 14 maggio 2001                                             | 11 dicembre 2001                                  | Elezione 2001                                     |                                                   |
|                                                      | Demetrio Naccari Carlizzi (Vicesindaco)                                                                     |                                                                  | Partito Popolare Italiano                         | DS-PPI-Dem-RI-SDI-UDEUR- PRC-PdCI-MRE-L. civica   | 11 dicembre 2001                                           | 28 maggio 2002                                    | Elezione 2001                                     |                                                   |
|                                                      | Giuseppe Scopelliti                                                                                         |                                                                  | Alleanza Nazionale                                |                                                   | FI-AN-UdC-PS-NPSI-UDEUR-PRI- Liberal Sgarbi-FT-L. civiche  | 1 giugno 2002                                     | 29 maggio 2007                                    | Elezione 2002                                     |
|                                                      | Giuseppe Scopelliti                                                                                         | AN-FI-PRI-InM-UdC-DCA-NPSI-IdM- Catt. Lib.-MpA-PDC-FT-L. civiche | Alleanza Nazionale                                | 29 maggio 2007                                    | 14 maggio 2010                                             | Elezione 2007                                     |                                                   |                                                   |
|                                                      | Giuseppe Raffa (Vicesindaco)                                                                                | AN-FI-PRI-InM-UdC-DCA-NPSI-IdM- Catt. Lib.-MpA-PDC-FT-L. civiche |                                                   | Il Popolo della Libertà                           | 14 maggio 2010                                             | Elezione 2007                                     | 5 luglio 2010                                     |                                                   |
|                                                      | Demetrio Arena                                                                                              |                                                                  | Il Popolo della Libertà                           |                                                   | PdL-UdC-PRI-Pop. Lib.-Soc. Un.-NPSI- FT-AdC-PDC-L. civiche | 21 maggio 2011                                    | 10 ottobre 2012                                   | Elezione 2011                                     |
|                                                      | Giuseppe Castaldo Vincenzo Panico Dante Piazza Carmelo La Paglia Gaetano Chiusolo (Commissari straordinari) | –                                                                | –                                                 | –                                                 | –                                                          | 10 ottobre 2012                                   | 13 novembre 2014                                  | Elezione 2011                                     |
|                                                      | Giuseppe Falcomatà                                                                                          |                                                                  | Partito Democratico                               |                                                   | PD-CD-PSI-SEL-PRI-L. civiche                               | 29 ottobre 2014                                   | 7 ottobre 2020                                    | Elezione 2014                                     |
|                                                      | Giuseppe Falcomatà                                                                                          | PD-Art.1-IV-PSI-L. civiche                                       | Partito Democratico                               | 7 ottobre 2020                                    | in carica                                                  | Elezione 2020                                     |                                                   |                                                   |